# Списак држава без река
Ово је списак држава које немају ни једну реку.

## Суверене државе
- Бахами
- Бахреин[1]
- Комори[2]
- Кирибати[3]
- Кувајт
- Малдиви[4]
- Малта
- Маршалска Острва[5]
- Монако
- Науру[6]
- Оман
- Катар
- Саудијска Арабија[7]
- Тонга
- Тувалу[8]
- Уједињени Арапски Емирати
- Ватикан
- Јемен

## Зависне државе и друге територије
- Ангвила[9]
- Бермуди[10]
- Британска територија Индијског океана
- Кајманска Острва[11]
- Божићно Острво
- Кокосова Острва
- Ускршње острво
- Гибралтар[12]
- Нијуе
- Норфок (острво)
- Острва Питкерн[13]
- Сент Бартелеми
- Свети Мартин (Француска)
- Токелау
- Валис и Футуна